# Coryphaenoides guentheri
Coryphaenoides guentheri es una especie de pez de la familia Macrouridae en el orden de los Gadiformes.

## Morfología
• Los machos pueden llegar alcanzar los 50 cm de longitud total.

## Alimentación
Come pequeños invertebrados  bentónicos (anélido, isópodos y misidacis ).

## Hábitat
Es un pez de aguas profundas que vive entre 831-2.830 m de profundidad.

## Distribución geográfica
Se encuentra desde las Islas Feroe e  Shetland hasta las Islas Canarias, Islandia, Dinamarca, Nunavut y el Mediterráneo occidental